# Långtjärnen (Färila socken, Hälsingland, 686820-148388)
Långtjärnen är en sjö i Ljusdals kommun i Hälsingland och ingår i Ljusnans huvudavrinningsområde.